# Odontiinae
De Odontiinae zijn een onderfamilie van vlinders uit de familie van de grasmotten (Crambidae). De wetenschappelijke naam voor deze onderfamilie is voor het eerst voorgesteld door Achille Guenée in een publicatie uit 1854.

## Geslachten
- Aeglotis Amsel, 1949
- Aporocosmus Butler, 1886
- Autocharis Swinhoe, 1894
- Balaenifrons Hampson, 1896
- Blepharucha Warren, 1892
- Boeotarcha Meyrick, 1884
- Canalibotys Maes, 2004
- Canuza Walker, 1866
- Clupeosoma Snellen, 1880
- Cuneifrons Munroe, 1961
- Dausara Walker, 1859
- Deanolis Snellen, 1899
- Dilacinia Amsel, 1961
- Ertrica Walker, 1866
- Euctenospila Warren, 1892
- Glaucodontia Munroe, 1972
- Gononoorda Munroe, 1977
- Hemiscopis Warren, 1890
- Heortia Lederer, 1863
- Hydrorybina Hampson, 1896
- Irigilla Swinhoe, 1900
- Kerbela Amsel, 1949
- Mabilleodes Marion & Viette, 1956
- Neocymbopteryx Munroe, 1973
- Neogenesis Hampson, 1907
- Noctuelita Strand, 1915
- Noordodes Hampson, 1916
- Pelaea Lederer, 1863
- Phlyctaenomorpha Amsel, 1970
- Pitama Moore, 1888
- Platynoorda Munroe, 1977
- Porphyronoorda Munroe, 1977
- Probalaenifrons Munroe, 1977
- Protrigonia Hampson, 1896
- Suinoorda Hayden, 2009
- Syntonarcha Meyrick, 1890
- Taurometopa Meyrick, 1933
- Thesaurica Turner, 1915
- Tulaya Özdikmen, 2007
- Turania Ragonot, 1891
- Usgentia Amsel, 1949

### GeslachtengroepEurrhypiniP. Leraut & Luquet, 1983
- Argyrarcha Munroe, 1974
- Cliniodes Guenée, 1854
- Dicepolia Snellen, 1892
- Eurrhypis Hübner, 1825
- Hyalinarcha Munroe, 1974
- Jativa Munroe, 1961
- Mecynarcha Munroe, 1974
- Mimoschinia Warren, 1892
- Porphyrorhegma Munroe, 1961
- Pseudonoorda Munroe, 1974
- Pseudoschinia Munroe, 1961
- Sobanga Munroe, 1964
- Trigonoorda Munroe, 1974
- Viettessa Minet, 1980

### GeslachtengroepOdontiiniGuenée, 1854
- Aeschremon Lederer, 1863
- Anatralata Munroe, 1961
- Aporodes Guenée, 1854
- Atralata Sylvén, 1947
- Cataonia Ragonot, 1891
- Chlorobaptella Munroe, 1995
- Chrismania Barnes & McDunnough, 1914
- Cymbopteryx Munroe, 1961
- Cynaeda Hübner, 1825
- Dentifovea Amsel, 1970
- Dichozoma Munroe, 1961
- Edia Dyar, 1913
- Ephelis Lederer, 1863
- Epimetasia Ragonot, 1894
- Eremanthe Munroe, 1972
- Frechinia Munroe, 1961
- Gyros H. Edwards, 1881
- Heliothelopsis Munroe, 1961
- Metaxmeste Hübner, 1825
- Microtheoris Meyrick, 1932
- Mojavia Munroe, 1961
- Mojaviodes Munroe, 1972
- Nannobotys Munroe, 1961
- Noctueliopsis Munroe, 1961
- Odontivalvia Munroe, 1973
- Plumipalpiella Munroe, 1995
- Pogonogenys Munroe, 1961
- Procymbopteryx Munroe, 1961
- Psammobotys Munroe, 1961
- Rhodocantha Munroe, 1961
- Tegostoma Zeller, 1847
- Titanio Hübner, 1825